# 交流型電車
交流型電車（こうりゅうがたでんしゃ）とは、交流電化区間専用の電車である。

## 交流電車の構造
使用する電力と主電動機により複数の種類が存在する。

### 三相交流電化+三相交流誘導電動機
初期の交流電化で試みられた方式。

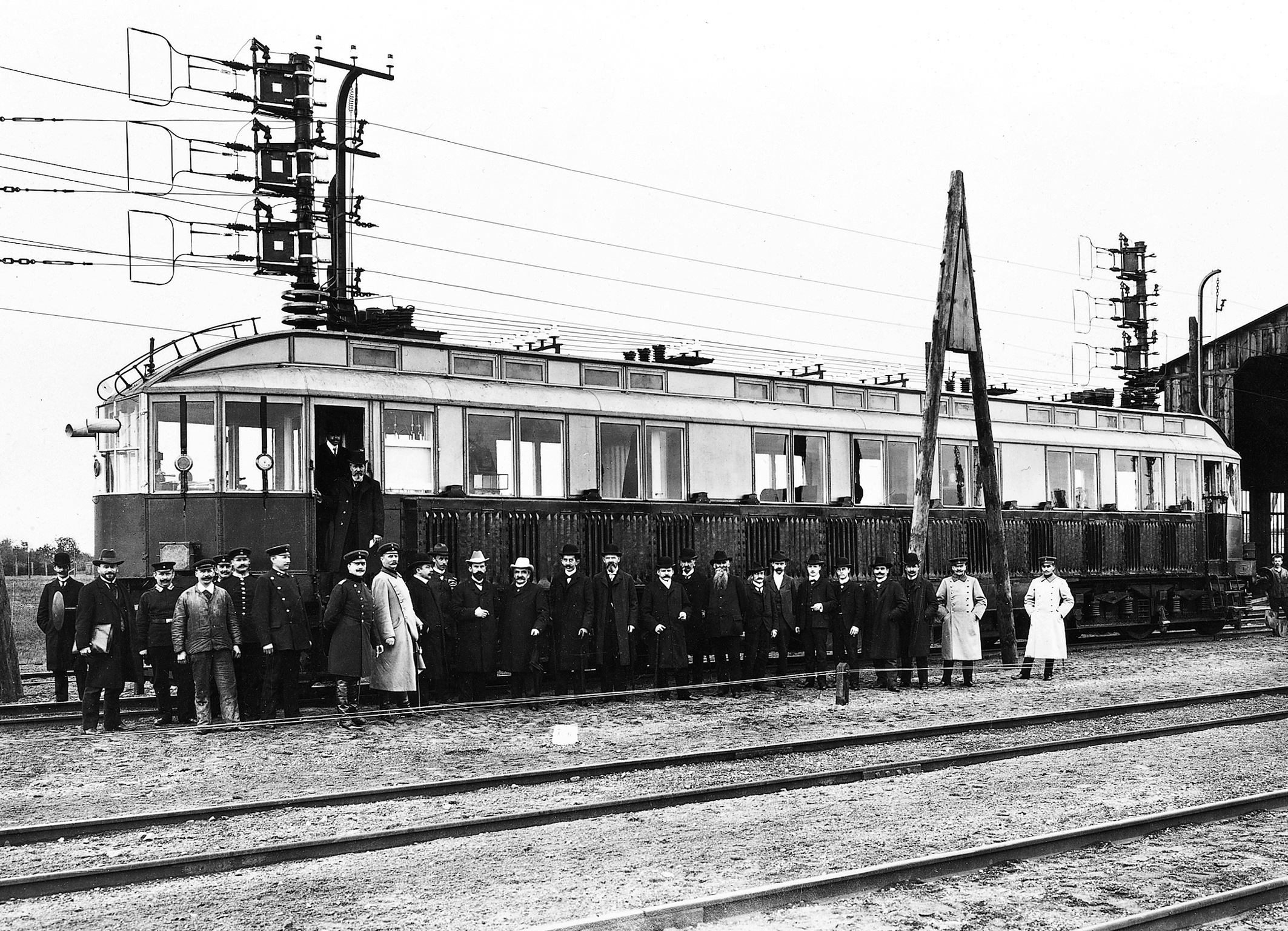
3線の架空線と3極集電装置を設置したドイツの試験車両。時速210.3kmの速度記録を樹立したが、複雑なシステムのため普及しなかった(ベルリン近郊,1903年)

しかし、架線等の送電設備と集電装置を3組みずつ設置しなければならないことや、速度制御が難しいことから、一部を除き普及することはなかった。
2023年現在は、安定した出力を保持する特徴（一定速）、回生ブレーキで発生した電力を電力網に戻すことができる（回生失効しにくい）特徴を生かして、ラック式山岳鉄道で使用されている。これらの山岳鉄道では2極を架空線で、残りの1極をレールが担う形式として、集電装置を2組としている。スイスのユングフラウ鉄道とゴルナーグラート鉄道、フランスのラ・リューヌ登山鉄道、ブラジルのコルコバード登山電車の、計4路線の登山鉄道が運行中である。
現代のモーターとその制御システムは、ソリッドステートコンバーターで構築されているため、従来のようにシステムに起因する速度固定の問題も回避している。

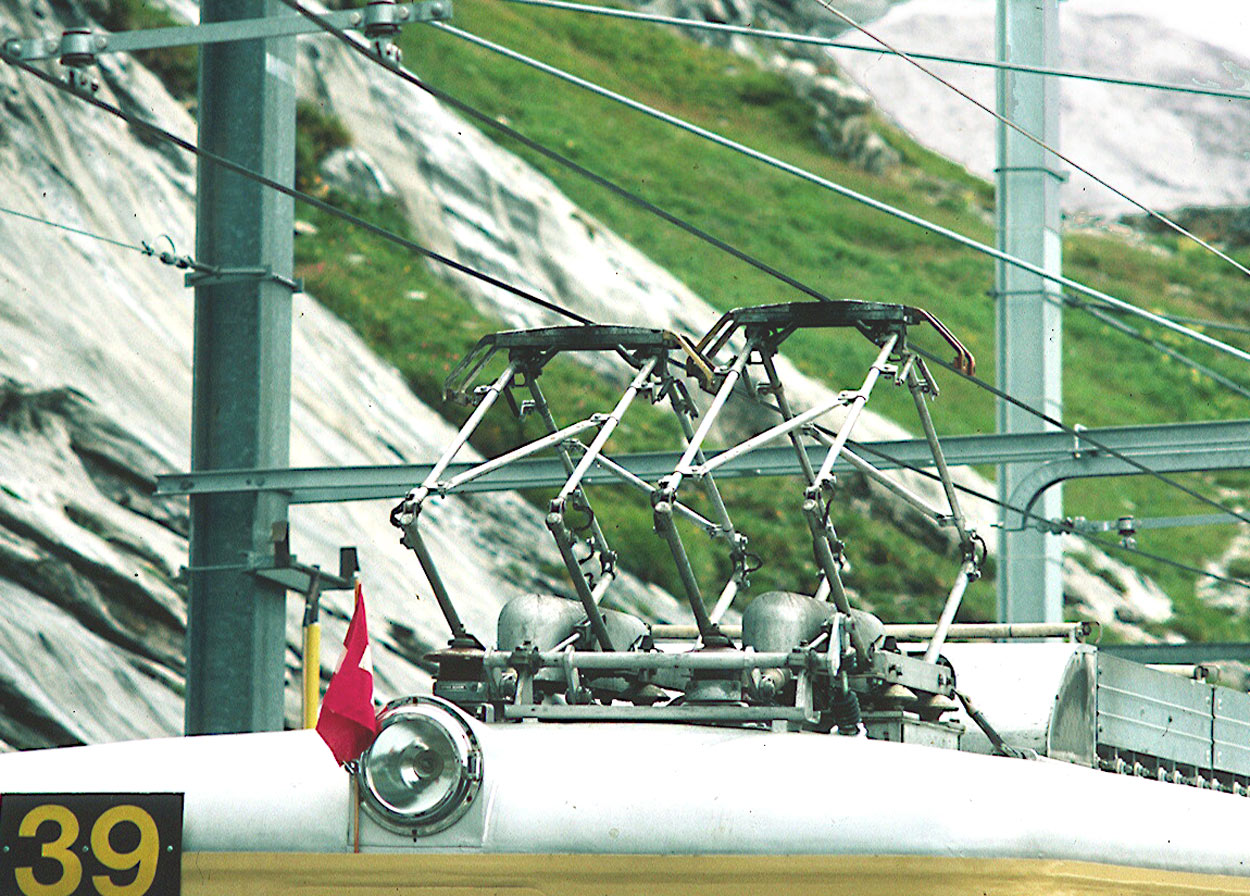
ユングフラウ鉄道のパンタグラフ。細いものが2基並び、もう一つの電極は線路となる。
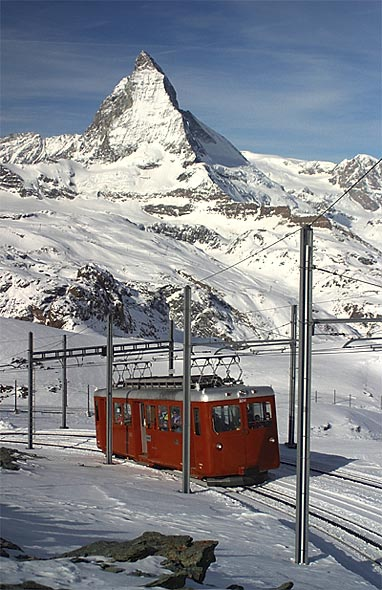
ゴルナーグラート鉄道とマッターホルン
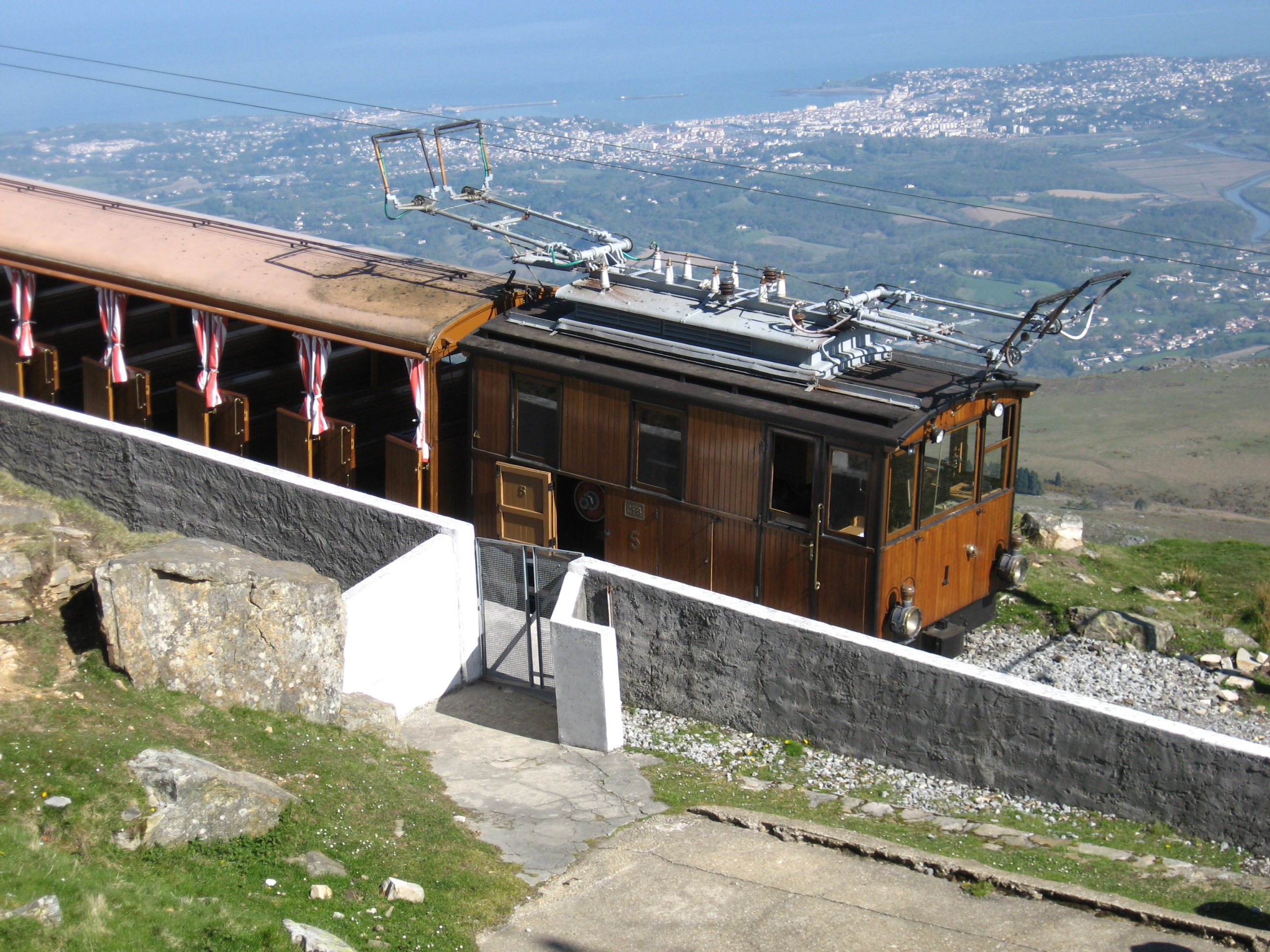
ラ・リューヌ登山鉄道の保存機関車（1924年製）
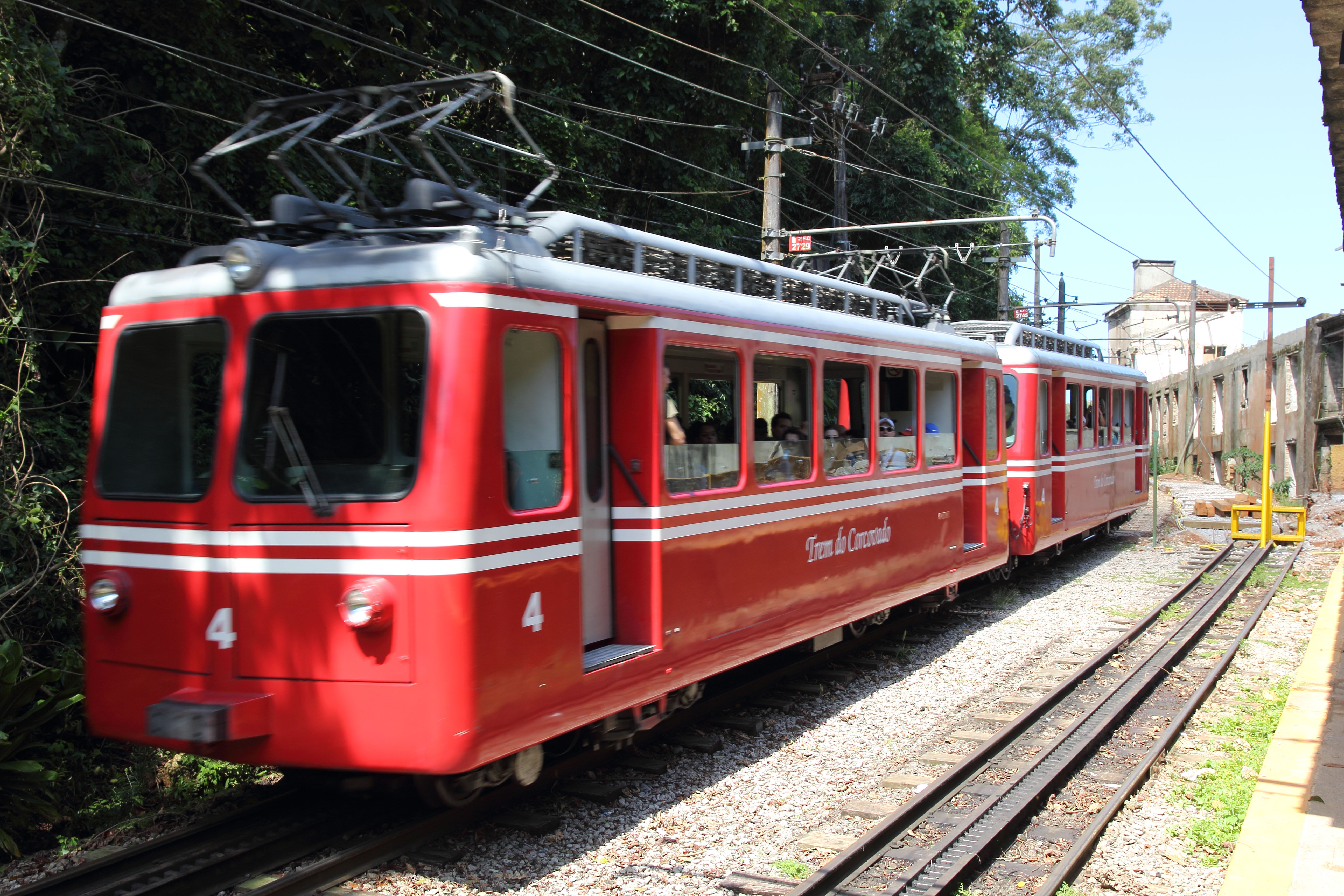
コルコバード登山電車

### 三相交流電化+直流整流子電動機

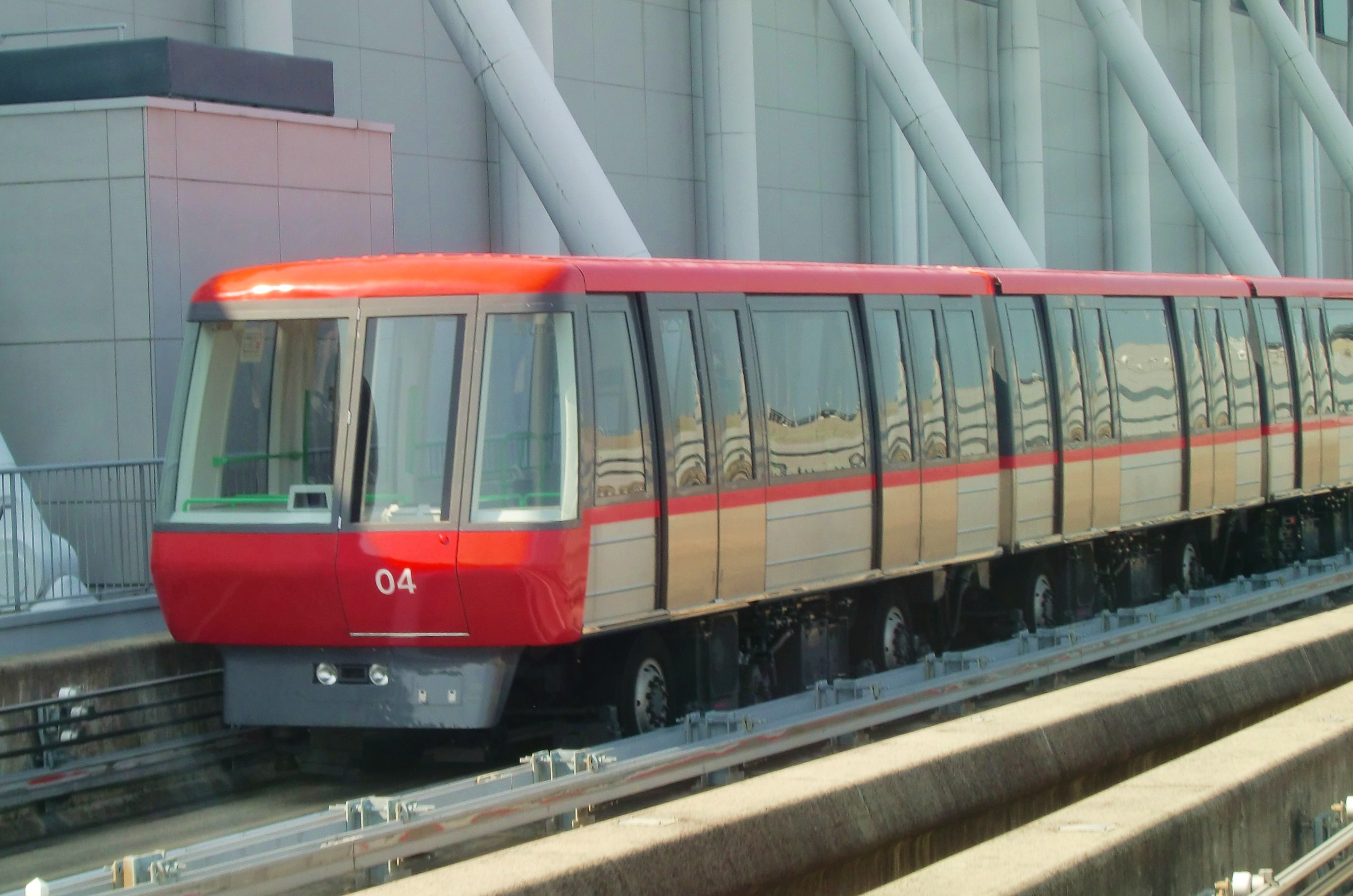
新交通システムにおける送電の様子。車体前方（画像左下）の側壁に3本の送電線が確認できる（関西国際空港ウイングシャトル）

専用の高架路線を建設するため3極送電線の配置が容易な、いわゆる新交通システムでの方式。こちらは車上搭載機器の小型化・軽量化というメリットがあったが、VVVFインバータの普及により直流電化でも車上機器が小型化され、車上機器面でのメリットは薄れつつある。

### 低周波単相交流電化+単相交流整流子電動機
西欧の複数の国、およびアメリカ東海岸でみられる低周波交流電化（16 2/3 Hzもしくは25 Hz）は、
交流整流子電動機を利用するのに適したものとして採用された。
このように交流電力そのままで電動機を動かす方式を、直接式という。
なお、架線電圧のままでは電圧が高すぎるため、変圧器を経由して降圧させる。

### 単相交流電化+直流整流子電動機
世界の多くの国では、商用電源周波数の単相交流（50 Hz、一部60 Hz）を利用する。
この場合、直接式は不向きであるため、変圧器で電圧を降下させた後に、整流器もしくサイリスタによる機器を搭載して単相交流を直流に変換し、直流整流子電動機を駆動する。
変圧器や整流器等を必要とするため、直流型電車に比べれば車両の製造コストが高額になるが、交直流電車に比べれば低廉である。
低周波単相交流電化方式でも、電機子チョッパ制御方式ではこの方式が一般的だったが、その後三相誘導電動機を使用する方式が実用化されたため、例は少ない。

### 単相交流電化+三相交流誘導電動機・同期電動機
低周波式、商用周波式ともに、最近ではVVVFインバータによる制御が広く用いられている。
しかし、単相の高電圧から直接三相交流に変換する電車用の装置が実用化されていないため、コンバータで一旦直流に変換した後で、再度インバータに通し三相交流を作り出している。このため、構造上は交直流電車に近く、理論上は交直流電車に改造することも可能である。
このコンバータとインバータを1つにまとめて主変換装置と呼ぶことがある。

## 日本の交流型電車

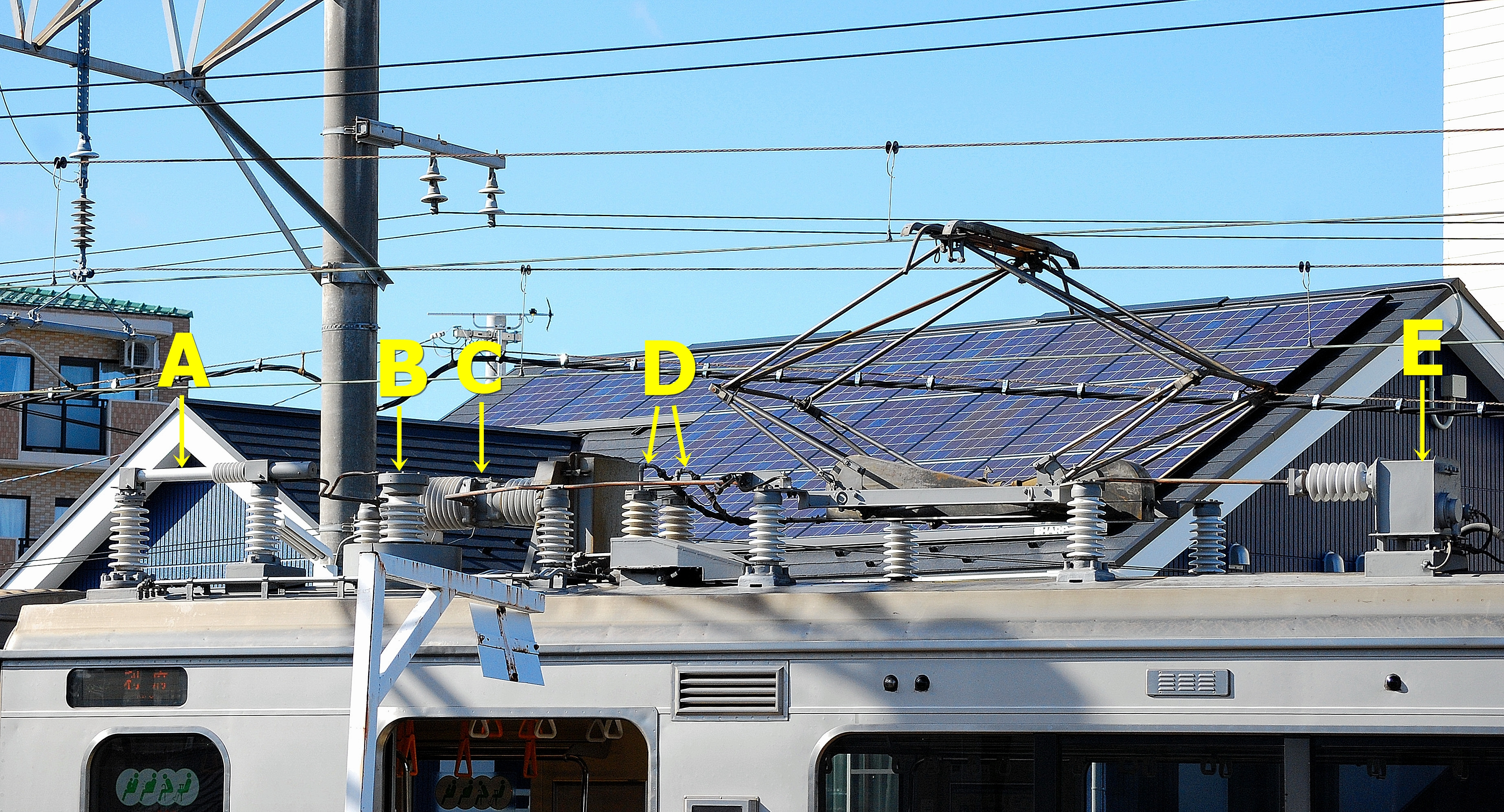
JR東日本701系交流電車の屋根上にあるパンタグラフと関連機器、左からAが主回路のメインヒューズ･Bが交流避雷器･Cが真空遮断器･Dがパンタグラフの上げ下げに使用するシリンダーに圧力空気を送る為の空気管･ Eが計器用変圧器

主に新幹線全線(50/60 Hz)、北海道、東北地方(50 Hz)、九州島内(60 Hz)のJR在来線で使用されている。各路線の実情に合わせ、50 Hz専用形、60 Hz専用形、50/60 Hz両周波数対応の車両がある。
国鉄時代末期まで、在来線では直流電化区間との乗り入れが不可能だった北海道を除けば、量産された営業用の交流専用電車は存在せず、交直流電車がもっぱら使用されていた。なにより、国鉄時代に交流電化と同時に地域輸送用の車両（近郊形）が投入された事例が極めてわずかで、そのなかで常磐線と九州北部は直流区間への直通を考慮した交直両用車（401/421系）であり、純然たる交流電車では711系と特急用である781系があった。これ以外の地域はもちろん、これら電車が投入された地域でも、郵便荷物輸送の問題から客車列車の牽引を交流電気機関車に置き換えただけの列車が残った。
なお、長崎本線・佐世保線客車列車置き換えを名目として九州向けに製作した713系電車も小規模ながら存在する。
もっとも、サイリスタ位相制御の実用化以前の変圧器タップ制御では、タップのアークによる破壊や、カーボンの付着による絶縁低下などの欠点があり、交流専用車にすることのメリットも薄かったが、東海道新幹線では、電車の床下に収まる寸法の電動機と、架線電圧の上限が低い直流との組み合わせでは、時速200 km/hの壁を超えることは難しいとの判断から、上記のデメリットを承知の上で交流電化の採用に踏み切った。
その後も北海道以外の在来線で交流電車が普及しなかった理由は、直流区間への直通優等列車が多かったことや、PCB問題で変圧器の製造が見合わされたことなどもあるが、主因は全国的な配置転換を考慮したものであった。分割民営化後は、全国規模の配置転換がなくなり、JR各社はそれぞれの地域に合った車両を製造するようになり、交流電化区間では多くの場合、交流専用の電車を導入するようになっている。
特別高圧を扱うことから、交直流電車のように、屋根上のパンタグラフとその配線を支持する碍子を大きくして、車体との間の絶縁離隔を大きくしている。その他にも、遮断器（異常時以外は使用しない）、交流避雷器、メインヒューズ、計器用変圧器（交流電圧が加圧されているのを検知する交流電圧継電器を作動させる変圧器）を搭載する。異相区分セクション通過時に室内灯が消えないよう配慮されている。
電化方式との直接の関連はないが、在来線交流電化区間を走行する電車の出入口にはステップ（段差）のついている車両が多い。これは交流電化されている多くの路線においてプラットホームの高さが客車を対象とした列車用となっていることに起因する。国鉄分割民営化以降、客車列車の廃止とホームのかさ上げが進んだことから、ステップを埋めた車両が充当され始めたほか、ホームに合わせて車両の床面を下げる形でステップを廃した車両も増えている。
以下、交流電車の一覧を挙げる。括弧内は対応している周波数である。

### 日本国有鉄道・JR
電圧値は、新幹線はすべて交流25 kV、在来線は交流20 kVである。ただし、新幹線と在来線を直通する400系・E3系・E6系・E8系は25 kVと20 kVの両方に対応する複電圧車である。

#### 新幹線
- 新幹線0系電車（60 Hz）*4
- 新幹線100系電車（60 Hz）*4
- 新幹線200系電車（50 Hz）*1、*4
- 新幹線300系電車（60 Hz）*4
- 新幹線400系電車（50 Hz）*4
- 新幹線500系電車（60 Hz）
- 新幹線700系電車（60 Hz）
- 新幹線N700系電車（60 Hz）
- 新幹線N700S系電車（60 Hz）
- 新幹線800系電車（60 Hz）
- 新幹線E1系電車（50 Hz）*4
- 新幹線E2系電車（50/60 Hz）*2
- 新幹線E3系電車（50 Hz）
- 新幹線E4系電車（50 Hz）*3
- 新幹線E5系・H5系電車（50 Hz）
- 新幹線E6系電車（50 Hz）
- 新幹線E7系・W7系電車（50/60 Hz）
- 新幹線E8系電車（50 Hz）

*1:F80編成は長野オリンピックの臨時輸送に充当するために50/60 Hz両対応になっていた。既に廃車されている。
*2:東北新幹線専用の1000番台は50 Hzのみ対応。
*3:P81・P82編成は長野新幹線への乗り入れを考慮して50/60 Hz両対応。

#### 特急形電車
- JR東日本E751系電車（50 Hz）
- 国鉄781系電車（50 Hz）*4
- JR九州783系電車（60 Hz）
- JR北海道785系電車（50 Hz）
- JR九州787系電車（60 Hz）
- JR北海道789系電車（50 Hz）
- JR九州883系電車（60 Hz）
- JR九州885系電車（60 Hz）

#### 近郊形電車
- 国鉄711系電車（50 Hz）*4
- 国鉄713系電車（60 Hz）
- 国鉄715系電車（60 Hz（0番台）、50/60 Hz（1000番台））*4
- 国鉄717系電車（50 Hz（0・100番台）、60 Hz（200番台）、50/60 Hz（900番台））*4
- JR東日本719系電車（50 Hz）
- JR北海道721系電車（50 Hz）*5
- JR九州811系電車（60 Hz）
- JR九州813系電車（60 Hz）
- JR九州815系電車（60 Hz）
- JR九州817系電車（60 Hz）
- JR九州BEC819系電車（60 Hz）
- JR九州821系電車（60 Hz）

*4:既に全車廃車され、形式消滅している。

#### 通勤形電車
- JR東日本701系電車（50 Hz）
- JR北海道731系電車（50 Hz）
- JR北海道733系電車（50 Hz）
- JR北海道735系電車（50 Hz）
- JR北海道737系電車（50 Hz）

#### 一般形電車
- JR東日本E721系電車（50 Hz）*5

*5:JR北海道の721系電車とJR東日本のE721系電車は、形式名の数字は同じであるが全く異なる車両（電車とは無関係であるが、同様のケースはキハ120とキハE120でも見られる）である。

#### 事業用車両
- 国鉄クモヤ740形電車（50/60 Hz）
- JR東日本クモヤ743形電車（50 Hz）
- 国鉄クモヤ792形電車（50/60 Hz）

#### 試作車
- 国鉄791系電車（60 Hz）

### 私鉄
- 阿武隈急行8100系電車（50 Hz）
- IGRいわて銀河鉄道IGR7000系電車（50 Hz）*6
- 青い森鉄道青い森701系電車（50 Hz）*6
- 青い森鉄道青い森703系電車（50 Hz）*7
- 仙台空港鉄道SAT721系電車（50 Hz）*7
- 阿武隈急行AB900系電車（50 Hz）*7

*6:JR東日本701系電車と同仕様の車両である。
*7:JR東日本E721系電車と同仕様の車両である。

## 日本国外の交流型電車の形式

### 大韓民国
電気方式は、すべて25 kV・60 Hzである。
- 韓国鉄道2000系電車（盆唐線所属車のみ）
- 韓国鉄道公社6000系電車（321000系電車に編入され、形式消滅）
- 韓国鉄道9900系電車（形式消滅）
- 韓国鉄道公社200000系電車
- 韓国鉄道公社319000系電車
- 韓国鉄道公社321000系電車
- 韓国鉄道公社331000系電車
- 空港鉄道1000系電車
- 空港鉄道2000系電車

### 中華人民共和国
電気方式は、すべて25 kV・50 Hzである。
- 中国高速鉄道CRH1型電車
- 中国高速鉄道CRH2型電車
- 中国高速鉄道CRH3型電車
- 中国高速鉄道CRH5型電車

### 香港
電気方式は、すべて25 kV・50 Hzである。
- メトロキャメル電車(東鉄線用)
- SP1900形/1950形電車(近畿車輛・川崎重工業製・東鉄線、西鉄線、馬鞍山線用)
  - メトロキャメル電車は2022年をもって運行終了。

### 台湾（中華民国）
電気方式は、すべて25 kV・60 Hzである。
- 通勤電車 (台湾)、自強号、太魯閣号を参照。

### ドイツ
電気方式は、15 kV・16 2/3 Hzである。
- ドイツ鉄道を参照。
- ICE1（401形）：電気機関車+客車の固定編成という見方もあるが、動力集中式の電車という見方もあるので、ここに挙げる。
- ICE2（402形）：電気機関車+客車の固定編成という見方もあるが、動力集中式の電車という見方もあるので、ここに挙げる。
- ICE3（403形）
- ICE-T（411形・415形）
- 420形：近郊用
- 423形・424形・425形・426形：近郊用